# Marco de Luchi
Marco de Luchi, anche Mario de Luchi, in latino Marcus de Luchi, in croato Marco de Lucich (Antivari, giugno 1689 – 1749), è stato un arcivescovo cattolico dalmata.

## Biografia
Nato a Luchich (oggi Lukići) nell'attuale territorio comunale di Antivari, fu ordinato sacerdote il 17 luglio 1712. Fu nominato vescovo di Pult il 24 settembre 1731. Il 9 marzo 1746 fu promosso arcivescovo di Antivari in Montenegro.